# ОРК Мачва
Омладински рукометни клуб Мачва је рукометни клуб из Богатића. Тренутно се такмичи у Првој лиги Запад.

## Трофеји
- Прва лига Запад:

Првак (1): (2022/23)
- Прва лига Центар:

Првак (1): (2016/17)
- Куп Србије – регион Центар:

Освајач (2): (2018/19, 2019/20)